# Mausoléu de Helena
Mausoléu de Helena é um antigo edifício localizado na Via Casilina, a antiga Via Labicana, no quartiere Prenestino-Labicano de Roma, Itália. Foi construído pelo imperador romano Constantino I (r. 306–337) entre 326 e 330, originalmente para servir como seu próprio túmulo, mas depois utilizado para sepultar sua mãe, Helena, que morreu em 328.

## História
A área onde o mausoléu está localizado é parte de um antigo complexo de edifícios romanos conhecido como ''Ad Duas Lauros e que, de acordo com o Liber Pontificalis (314), se estendia da Porta Maggiore até a terceira milha da antiga Via Labicana. Nele estão ainda a Catacumba de Marcelino e Pedro, a basílica paleocristã de mesmo nome, da qual pouco resta, mas que foi utilizada como base para a moderna igreja de Santi Marcellino e Pietro ad Duas Lauros.
Antes da construção do mausoléu, a área foi utilizada como cemitério da cavalaria pessoal do imperador, um fato atestado por numerosas inscrições mencionado os cavaleiros em ad Duas Lauros, embora a localização exata do necrotério ainda não tenha sido descoberta. Supõe-se que ele foi deliberadamente destruído por Constantino como vingança contra os cavaleiros por terem lutado por Maxêncio na Batalha da Ponte Mílvia.
Depois da morte de Helena, Ad Duas Lauros foi entregue aos papas romanos. O mausoléu foi posteriormente danificado pelo reuso de seus materiais de construção para outras obras. No século VIII, o edifício foi transformado numa fortaleza defensiva, mesmo tendo abrigado o túmulo de Helena até o século XI, quando o sarcófago da imperatriz foi levado para São João de Latrão (atualmente ele está nos Museus Vaticanos).
Lanzoni e Duchesne afirmam que ficava nesta área a cidade conhecida como Subaugusta, cujo nome seria uma referência à augusta Helena, e que, por um tempo, foi uma pequena diocese, cujos bispos participaram dos concílios realizados em Roma em 465 e 502. Esta sé está incluída na lista de igrejas titulares da Igreja Católica.

## Arquitetura
O edifício tem uma planta circular e é formado por dois cilindros superpostos, um maior servido de base e outro, menor (27,74 metros de diâmetro externo e 20,18 metros, interno), acima dele. A altura original era 25,42 metros, apesar de hoje estar reduzida a 18 metros.
Internamente, o cilindro da base tem um formato octogonal. Nos vértices estão nichos retangulares e semicirculares alternadamente, um deles abrigando a entrada. Em posição correspondente à cada nicho no cilindro superior estão janelas arcadas. Para conseguir uma cúpula mais leve, os construtores utilizaram fragmentos de ânforas quebradas (como no Templo de Rômulo e no mausoléu da Villa Gordiani), uma técnica que ficou evidente depois que a abóbada ruiu. Este fato derivou no nome medieval do mausoléu, "Torpignattara" ("Torre delle pignatte", que significa "Torre dos Vasos"), um nome atualmente utilizado para designar o quarteirão que surgiu à sua volta.
O nicho retangular de frente para a entrada provavelmente abrigava o sarcófago de Helena, em pórfiro púrpura, decorado com cenas de guerra e provavelmente criado para servir de sepulcro para Constantino.